# Across the Tracks
Across the Tracks é um filme norte-americano de 1991, do gênero drama, dirigido por Sandy Tung.

## Elenco
- Rick Schroder – Billy Maloney
- Brad Pitt – Joe Maloney
- Carrie Snodgress – Rosemary Maloney
- David Anthony Marshall - Louie
- Thomas Mikal Ford – treinador Walsh
- Annie Dylan - Linda
- Jack McGee - Frank